# Kathrin Zettel
Kathrin Zettel (Scheibbs, 5 de agosto de 1986) es una deportista austríaca que compitió en esquí alpino; campeona mundial en 2009.
Participó en tres Juegos Olímpicos de Invierno, entre los años 2006 y 2014, obteniendo una medalla de bronce en Sochi 2014, en el eslalon, y el cuarto lugar en Turín 2006 y en Vancouver 2010, en la prueba combinada.
Ganó tres medallas en el Campeonato Mundial de Esquí Alpino entre los años 2005 y 2011. En la Copa del Mundo consiguió nueve victorias y 50 podios en total.

## Palmarés internacional
| Juegos Olímpicos   | Juegos Olímpicos                  | Juegos Olímpicos  | Juegos Olímpicos |
| Año                | Lugar                             | Medalla           | Prueba           |
| ------------------ | --------------------------------- | ----------------- | ---------------- |
| 2014               | Sochi (Rusia)                     | Medalla de bronce | Eslalon          |
| Campeonato Mundial |                                   |                   |                  |
| Año                | Lugar                             | Medalla           | Prueba           |
| 2005               | Bormio (Italia)                   | Medalla de plata  | Equipo mixto     |
| 2009               | Val d’Isère (Francia)             | Medalla de oro    | Supercombinada   |
| 2011               | Garmisch-Partenkirchen (Alemania) | Medalla de plata  | Eslalon          |